# Divizia A 1969-1970
Sezonul 1969-1970 al Diviziei A a fost cea de-a 52-a ediție a Campionatului de Fotbal al României, și a 32-a de la introducerea sistemului divizionar. A început pe 16 august 1969 și s-a terminat pe 22 iulie 1970. UTA Arad a devenit campioană pentru a șasea oară în istoria sa.

## Clasament
| Loc | Echipă                | Pct. | MJ | V  | E  | Î  | GM | GP | DG  | Calificare sau retrogradare               |
| --- | --------------------- | ---- | -- | -- | -- | -- | -- | -- | --- | ----------------------------------------- |
| 1.  | UTA Arad (C)          | 39   | 30 | 18 | 3  | 9  | 54 | 42 | +12 | Cupa Campionilor 1970-71 Prima rundă      |
| 2.  | Rapid București       | 37   | 30 | 14 | 9  | 7  | 39 | 31 | +8  |                                           |
| 3.  | Steaua București      | 34   | 30 | 14 | 6  | 10 | 56 | 37 | +19 | Cupa Cupelor 1970-71 Prima rundă          |
| 4.  | Universitatea Craiova | 33   | 30 | 13 | 7  | 10 | 40 | 37 | +3  | Cupa Orașelor Târguri 1970-71 Prima rundă |
| 5.  | Dinamo București      | 32   | 30 | 14 | 4  | 12 | 51 | 41 | +10 | Cupa Orașelor Târguri 1970-71 Prima rundă |
| 6.  | Farul                 | 32   | 30 | 13 | 6  | 11 | 45 | 40 | +5  |                                           |
| 7.  | Jiul Petroșani        | 32   | 30 | 14 | 4  | 12 | 37 | 37 | 0   |                                           |
| 8.  | Steagul Roșu Brașov   | 30   | 30 | 12 | 6  | 12 | 38 | 41 | −3  | Cupa Balcanică 1971                       |
| 9.  | Dinamo Bacău          | 30   | 30 | 10 | 10 | 10 | 37 | 42 | −5  |                                           |
| 10. | Argeș Pitești         | 29   | 30 | 11 | 7  | 12 | 51 | 47 | +4  |                                           |
| 11. | Universitatea Cluj    | 28   | 30 | 9  | 10 | 11 | 40 | 37 | +3  |                                           |
| 12. | Politehnica Iași      | 27   | 30 | 12 | 3  | 15 | 37 | 39 | −2  |                                           |
| 13. | Petrolul Ploiești     | 27   | 30 | 10 | 7  | 13 | 36 | 42 | −6  |                                           |
| 14. | CFR Cluj              | 27   | 30 | 10 | 7  | 13 | 29 | 45 | −16 |                                           |
| 15. | Crișul Oradea (R)     | 26   | 30 | 10 | 6  | 14 | 38 | 44 | −6  | Retrogradare în Divizia B 1970-1971       |
| 16. | ASA Tîrgu Mureș (R)   | 17   | 30 | 5  | 7  | 18 | 23 | 49 | −26 | Retrogradare în Divizia B 1970-1971       |

| Câștigătorii Diviziei A, ediția 1969/1970 |
| ----------------------------------------- |
| UTA Arad Al 6-lea Titlu                   |

## Rezultate
| Oaspeți ► Gazde ▼                          | ASA  | ARG | CFR | UCR | CRI | BAC | DIN | FAR | JIU | PET | PIA | RAP | SRB | STE | UTA | UCL |
| ------------------------------------------ | ---- | --- | --- | --- | --- | --- | --- | --- | --- | --- | --- | --- | --- | --- | --- | --- |
| ASA Tîrgu Mureș                            | —    | 1–2 | 0–1 | 2–0 | 1–2 | 1–1 | 2–0 | 0–0 | 0–3 | 0–0 | 3–0 | 2–0 | 3–0 | 0–2 | 2–2 | 0–0 |
| Argeș Pitești                              | 1–0  | —   | 3–0 | 1–1 | 6–1 | 0–0 | 2–1 | 4–1 | 3–1 | 3–0 | 3–1 | 1–3 | 2–2 | 1–2 | 3–2 | 3–1 |
| CFR Cluj                                   | 2–0  | 2–1 | —   | 0–0 | 0–0 | 0–0 | 2–1 | 1–1 | 2–0 | 2–1 | 1–0 | 1–1 | 1–1 | 1–3 | 1–0 | 1–0 |
| Universitatea Craiova                      | 2–1  | 2–2 | 3–0 | —   | 2–0 | 2–1 | 1–2 | 4–0 | 1–0 | 2–1 | 2–0 | 1–0 | 1–0 | 1–0 | 4–1 | 1–1 |
| Crișul Oradea                              | 4–1  | 2–1 | 4–1 | 1–2 | —   | 0–4 | 0–0 | 1–2 | 3–0 | 2–0 | 2–0 | 1–1 | 3–1 | 2–1 | 0–1 | 2–0 |
| Dinamo Bacău                               | 1–0  | 2–2 | 1–0 | 2–0 | 0–0 | —   | 3–3 | 2–2 | 1–1 | 0–0 | 1–0 | 3–1 | 4–0 | 2–0 | 2–1 | 2–1 |
| Dinamo București                           | 3–1  | 4–1 | 3–1 | 2–1 | 2–1 | 3–1 | —   | 2–3 | 5–2 | 1–0 | 0–3 | 0–2 | 1–0 | 0–1 | 6–0 | 1–2 |
| Farul Constanța                            | 0–0  | 3–1 | 4–2 | 4–0 | 1–0 | 4–0 | 1–2 | —   | 1–0 | 2–1 | 2–0 | 3–0 | 0–0 | 0–2 | 3–1 | 1–1 |
| Jiul Petroșani                             | 3–0  | 2–0 | 2–1 | 1–1 | 2–1 | 2–1 | 1–0 | 2–1 | —   | 2–0 | 2–0 | 1–1 | 0–0 | 1–0 | 1–0 | 1–0 |
| Petrolul Ploiești                          | 1–0  | 4–2 | 0–3 | 3–2 | 2–1 | 2–2 | 1–1 | 2–0 | 1–0 | —   | 2–1 | 2–0 | 2–0 | 0–0 | 1–2 | 2–2 |
| Politehnica Iași                           | 4–1  | 1–0 | 3–0 | 1–1 | 1–0 | 1–0 | 1–1 | 2–1 | 3–1 | 3–0 | —   | 0–0 | 3–0 | 1–2 | 2–1 | 0–2 |
| Rapid București                            | 1–1  | 1–0 | 2–0 | 1–0 | 3–0 | 1–0 | 1–2 | 1–0 | 4–3 | 1–0 | 2–1 | —   | 2–0 | 3–3 | 1–2 | 3–2 |
| Steagul roșu Brașov                        | 1–0  | 3–2 | 4–1 | 3–0 | 3–1 | 2–1 | 2–1 | 3–0 | 0–1 | 4–3 | 0–1 | 0–1 | —   | 4–2 | 1–0 | 1–1 |
| Steaua București                           | 10–1 | 0–0 | 1–0 | 4–1 | 1–1 | 8–0 | 2–3 | 1–3 | 2–1 | 1–0 | 2–1 | 1–1 | 0–0 | —   | 2–4 | 2–1 |
| UTA Arad                                   | 1–0  | 3–0 | 6–2 | 2–1 | 2–0 | 1–0 | 2–1 | 3–2 | 1–0 | 1–1 | 4–2 | 1–1 | 3–1 | 2–1 | —   | 3–1 |
| Universitatea Cluj                         | 2–0  | 1–1 | 0–0 | 1–1 | 3–3 | 4–0 | 1–0 | 2–0 | 4–1 | 2–3 | 2–1 | 0–0 | 1–2 | 2–0 | 0–2 | —   |
| Câștigă gazdele; Remiză; Câștigă oaspeții. |      |     |     |     |     |     |     |     |     |     |     |     |     |     |     |     |

## Echipa campioană
| UTA Arad |
| --- |
| Portari: Gheorghe Gornea (29 / 0); Emerich Moricz (1 / 0). Fundași: Gavrilă Birău (30 / 1); Ștefan Bakos (16 / 0); Eugen Pojoni (26 / 0); Gheorghe Czako (4 / 0); Ladislau Brosovsky (30 / 1). Mijlocași: Mircea Petescu (30 / 1); Iosif Lereter (29 / 7); Viorel Brândescu (6 / 0). Atacanți: Petru Șchiopu (19 / 2); Mircea Axente (30 / 6); Flavius Domide (29 / 11); Ilie Moț (20 / 4); Viorel Sima (17 / 2); Florian Dumitrescu (29 / 4); Otto Dembrovschi (15 / 15); Petru Regep (3 / 0);Ion Atodiresei (3 / 0); Erhard Schepp (4 / 0); Teodor Drăucean (1 / 0). (aparițiile în ligă și golurile enumerate între paranteze) Antrenor: Nicolae Dumitrescu . |

## Golgheteri
| Rank | Jucatori         | Cluburi               | Goluri |
| ---- | ---------------- | --------------------- | ------ |
| 1    | Ion Oblemenco    | Universitatea Craiova | 19     |
| 2    | Nicolae Dobrin   | Argeș Pitești         | 18     |
| 3    | Alexandru Neagu  | Rapid București       | 16     |
| 3    | Gheorghe Tătaru  | Steaua București      | 16     |
| 5    | Otto Dembrovschi | UTA Arad              | 15     |